# Musulmanii din Marea Britanie
Comunitatea musulmanilor din Marea Britanie reprezintă una dintre cele mai mari comunități de musulmani din Europa, acest lucru datorându-se colonialismului. Populatia musulmană de astăzi din Marea Britanie este formată din oamenii care au imigrat în Marea Britanie în anii 1950, '60, și '70, sau descendenții acestora.
În primul trimestru al secolului 20 a fost estimat că au existat în jur de 10000 de musulmani din Marea Britanie. Acum există între 2 și 3 milioane de britanici musulmani (4% - 6% din populație) și mai mult de jumătate dintre ei s-au născut in Marea Britanie.

### Britanici
Cei mai mulți arabi britanici sunt musulmani sunniți, deși unii - cum ar fi cei cu origini în sudul Libanului sau Irakiului - sunt șiiți. Un număr mai mic aparțin confesiunilor creștine, cum ar fi copții egipteni ortodocsi și maroniți. Principalele comunități musulmane arabe din Marea Britanie trăiesc în zona Greater London, Manchester, Liverpool, și Birmingham. Există, de asemenea comunități considerabile și foarte bine stabilite, de musulmani yemeniți în Regatul Unit, în Cardiff și lângă Newcastle.

### Pakistanezi
Cea mai mare comunitate de musulmani din Marea Britanie sunt de origine pakistaneză. Pakistanezii din Mirpur District au fost una dintre primele comunități musulmane din Asia de Sud care s-au stabilit permanent în Regatul Unit, și care au sosit în Birmingham și Bradford la sfârșitul anilor 1930. Imigrația dinspre Mirpur a crescut de la sfârșitul anului 1950, la fel și imigrația din alte părți ale Pakistanului, în special din Punjab, (care include orașele și satele Sialkot, Jhelum, Gujar Khan și Gujrat Ghazi, Nowshera și Peshwar). Există, de asemenea, o comunitate pakistaneză destul de mare din Kenya și Uganda care se află în Londra. Musulmanii de origine pakistaneză formează comunități notabile în West Midlands (Birmingham), West Yorkshire (Bradford), Londra (Waltham Forest, Newham), Lancashire / Greater Manchester, și mai multe orașe industriale, cum ar Luton, Slough, High Wycombe și Oxford.

### Bengalezi
Musulmanii originari din Bangladesh reprezintă una dintre cele mai mari comunități musulmane (după pakistanezi), 16,8% dintre musulmanii din Anglia și Țara Galilor sunt de origine din Bangladesh. De asemenea este unul dintre grupurile etnice din Marea Britanie, cu o foarte mare proporție de oameni care urmează o singura religie, 92 % dintre ei fiind musulmani. Majoritatea acestor musulmani provin din regiunea Sylhet din Bangladesh, și este concentrată în principal în Londra (Tower Hamlets și Newham), Luton, Birmingham și Oldham. Comunitatea musulmană din Bangladesh în Londra formează 24% din populația musulmană, mai mare decât orice alt grup etnic. 
Identitatea este mult mai puternică în comparație cu pământul natal. Tinerii din Bangladesh sunt mai implicați în activități islamiste și mișcări de rezistență, în timp ce generația mai în vârstă, practică ritualuri islamice amestecate cu cultura Bengali.

### Indieni
8% dintre musulmanii din Marea Britanie sunt de origine indiană, și provin din Gujarat, Bengalul de Vest, Andhra Pradesh și Kerala. Musulmanii Gujarat au început să sosească din anii 1930, stabilindu-se în orașele Dewsbury, Batley Yorkshire și părți din Lancashire. Există un număr mare de musulmani din Gujarati  în Dewsbury, Blackburn (inclusiv Darwen), Bolton, Preston, Nuneaton, Gloucester și Londra (Newham, Waltham Forest și Hackney). Imigrația de musulmani în Marea Britanie, a fost început cu indienii în timpul dominației coloniale.

### Somalezi
Regatul Unit, cu 43,532 de locuitori originari din Somalia în 2001, și o valoare estimata de 101,000 în 2008,reprezintă casa celei mai mari comunități somaleze din Europa.Deși majoritatea somalezilor din Marea Britanie au sosit recent, primii imigranți somalezi au fost marinari și comercianți care au sosit și s-au stabilit în orașe portuare încă din secolul al 19-lea. Comunități somaleze se găsesc în Bristol, Cardiff, Liverpool și Londra, iar cele mai noi s-au format în Leicester, Manchester si Sheffield.

### Turci
Turcii au început să emigreze în număr mare în timpul conflictului din Cipru, din motive economice. Recent, grupuri mai mici de turci au început să imigreze în Regatul Unit din alte țări europene. Începând cu anul 2011, există un total de aproximativ 500.000 de persoane de origine turcă în Marea Britanie. Cea mai mare comunitate de turci trăiește în zona Greater London. 

### Europeni
Recensământul din 2001 a declarat că au existat 179733 de musulmani care s-au descris ca fiind “albi” la recensământul din 2001. 65% din musulmanii europeni provin din Bosnia și Herțegovina, Kosovo, Adygea, Cecenia, Albania, Turcia, Bulgaria, și Republica Macedonia. Restul de musulmani europeni s-au identificat ca fiind britanici și irlandezi.

### Trăsături identitare
Potrivit unui studiu din 2006, aproximativ 81% din musulmanii din Marea Britanie se indentifică în primul rând ca fiind musulmani, factorul naționalismului având o importanță mai mică.  
Un  alt sondaj a raportat că 59% dintre musulmani ar prefera să trăiască în conformitate cu legislația britanică, în comparație cu 28% care ar prefera să trăiască în conformitate cu Sharia. Un studiu realizat pe 500 de musulmani din Marea Britanie, arată că nici unul nu considera homosexualitatea moral acceptabilă. Astfel de sondaje de opinie sugerează că musulmanii britanici au opinii puternic conservatoare, cu privire la aspecte legate de acte sexuale extra-conjugale și / sau homosexuale, comparativ cu omologii lor, musulmanii europeni, care sunt semnificativ mai liberali.
Musulmanii britanici par a fi mai toleranți decât restul populației din Regatul Unit, atunci când vine vorba de acceptarea altor religii (foarte mulți nu consider că alte religii sunt o amenințare pentru modul lor de viață).  Cu toate acestea, un alt sondaj a arătat faptul ca 28% dintre musulmanii britanici speră ca Marea Britanie să devină într-o zi un stat islamic fundamentalist, considerând că societatea britanică este imorală.
Profesorul Peter Hopkins împărtășește, prin intermediul lucrării sale “Muslims in Britain. Race, Place and Identities” rezultatele recensământului din 2001, structurate în tabele care reflectă cele mai complete date demografice privind musulmanii din Regatul Unit.
Populația musulmană din Marea Britanie s-a situat la aproximativ 1,6 milioane în cadrul recensământului din 2001, cu puțin mai mult de 1,5 milioane în Anglia, mai puțin de 43.000 în Scoția, și mai puțin de 22.000 în Țara Galilor. Majoritatea musulmanilor din Marea Britanie sunt originari din Asia de Sud, pakistanezii constituind cel mai mare grup unic: 43% din musulmani din Anglia, 33%, în Țara Galilor și 67% din musulmanii din Scoția sunt de etnie pakistanezi. Se arată, de asemenea, că un număr substanțial de musulmani care au participat la recensământ s-au identificat ca aparținând  altor categorii etnice. De exemplu, 7,5% din musulmanii din Anglia,  4,6%, în Țara Galilor și 4,4% în Scoția s-au identificat drept”Other Whites”; 6,2% în Anglia și 6,8% în Țara Galilor identificate ca “Black African”;  5,8% în Anglia, 7,6%, în Țara Galilor și 6,3% în Scoția identificate ca “Other Asian”. Diversitatea originilior și a patrimoniului musulmanilor din Marea Britanie se reflectă în continuare în datele recensământului cu privire la locul nașterii: numai în Anglia, 4% dintre musulmani sunt născuți în Europa de Est și încă 6% în fiecare dintre Orientul Mijlociu și de Sud și Africa Centrală. Cu toate acestea, majoritatea populației musulmane din Marea Britanie este de origine britanică: aproape jumătate din toți musulmanii din Anglia (46,4%) s-au născut în Marea Britanie.
Diversitatea patrimoniului etnic și național arătat la recensământ este intersectat și de alți factori, care sunt mai ușor de cuantificat. În ceea ce privește distribuția regională,se observa gradul de concentrare al musulmanilor în zona Londrei, unde locuia aproximativ 40% din populația musulmană britanică. După Londra, cele mai mari concentrații de musulmani erau în West Midlands (reprezentând 14,2%), Nord-West (13,4%), Yorkshire si Humber (12,4%).
Recensământul din 2001 a confirmat concluziile literaturii de specialitate bazată pe musulmanii britanici (Dahya 1974, Khan 1977, Lewis, 1994), și anume că populația musulmană este nu numai predominant urbana, dar majoritatea concentrată în doar câteva orașe. Acesta indică faptul că între cele cincisprezece orașe din Marea Britanie cu cele mai mari comunități de musulmani se află și celelalte două capitele ale Marii Britanii, Cardiff] și Edinburgh.
Aceste cincisprezece orașe includ, de asemenea, orașe-port care erau foarte importante în economia imperiului britanic. Amintim orașele  Liverpool, Cardiff și Glasgow, unde s-au stabilit inițial foarte mulți musulmani. Important de amintit este că numai trei orașe, și anume Londra, Birmingham și Bradford, adăpostesc mai mult de jumătate (51,7%) din populația musulmană a Angliei, Scoției și Țării Galilor.
Proporția de musulmani care au declarat că apartenența lor la Marea Britanie este foarte puternică, este mai mică decât proporția creștinilor; ea este totuși la fel de mare ca cea a celorlalte grupuri minoritare. Astfel, aproximativ 44% din musulmani s-au identificat ca fiind foarte integrați în Marea Britanie, procent în concordanță cu răspunsurile hindușilor (42%), sikhșilor (45%), și al musulmanilor din Caraibe (44%). 
Ceea ce aceste modele statistice sugerează la nivelul cel mai general, este că națiunea nu este deloc un container stabil de identitate, ci un construct social mutabil care rezonează în diferite moduri pentru diferite grupuri din sistem, și se pot modifica în funcție de context și de (re)interpretare. Deși dezbaterea publică asupra musulmanilor britanici poartă implicația că identificarea musulmanilor drept musulmanicontrazice normele prin care statul-națiune este izvorul principal al identității, modul în care musulmanii împacă diferite componente ale identității lor nu presupune nici o contradicție.